# Mazda R100
O Mazda R100 foi um coupé de 2 portas produzido de 1968 a 1973 pela Mazda, conhecido por ser um dos primeiros veículos a utilizar o motor rotativo Wankel, uma inovação que marcaria o futuro da marca. O R100 foi um modelo precursor de outros carros da Mazda com motores rotativos, como o famoso Mazda RX-7.

## Histórico e desenvolvimento
Lançado em 1968, o Mazda R100 foi baseado no modelo Familia, mas com a significativa diferença de utilizar o motor rotativo 10A, desenvolvido pela Mazda. Este motor de 982 cm³ entregava cerca de 100 cv, oferecendo desempenho superior aos motores convencionais da época, e tornou-se um símbolo da inovação da Mazda no setor automobilístico. A introdução do motor rotativo fez com que o R100 se destacasse no mercado, principalmente pelo seu desempenho e baixo consumo de combustível, comparado a outros carros da época que usavam motores convencionais. O modelo foi uma das primeiras incursões da Mazda no uso de motores rotativos, tecnologia que a marca continuaria a desenvolver nos anos seguintes, tornando-se sinônimo de carros esportivos de alto desempenho, como o Mazda RX-7 e Mazda RX-8.

## Especificações técnicas
O Mazda R100 foi projetado para oferecer um desempenho ágil e dinâmico, características comuns aos carros esportivos de sua época. Suas principais especificações incluem:
- Motor: Rotativo 10A de 982 cm³
- Potência: Aproximadamente 100 cv a 7.000 rpm
- Torque: 125 Nm a 3.500 rpm
- Transmissão: Manual de 4 marchas
- Peso: 863 kg
- Velocidade Máxima: Aproximadamente 180 km/h

Essas características permitiram ao R100 um desempenho notável, combinando agilidade e uma condução esportiva em um pacote compacto. O motor rotativo também contribuiu para a leveza do veículo, um fator essencial para o desempenho de um coupé esportivo.

## Desempenho e competição
O Mazda R100 teve um desempenho impressionante em competições automobilísticas, mostrando a capacidade do motor rotativo em ambientes de alta performance. Em 1969, o modelo participou das 24 Horas de Spa, onde terminou em 5º lugar, uma classificação que demonstrou a robustez e o desempenho do R100, superando carros mais tradicionais da época. O modelo também teve participações notáveis em outros campeonatos e corridas, consolidando-se como um competidor formidável em um mercado competitivo. Seu sucesso em competições foi um indicativo da eficiência do motor rotativo, que se mostrou robusto e confiável, características que se tornaram marcas registradas dos modelos rotativos da Mazda.

## Legado
O Mazda R100 desempenhou um papel crucial na história da Mazda, estabelecendo as bases para os futuros modelos da marca equipados com motores rotativos. Sua combinação de desempenho, inovação e design ajudou a definir a identidade esportiva da Mazda, que mais tarde se tornaria famosa por suas inovações tecnológicas no setor automobilístico. O R100 é considerado um modelo clássico e um dos primeiros veículos a trazer o conceito de motor rotativo para as massas, algo que seria explorado de maneira mais ampla com o Mazda RX-7. O legado do R100 também ajudou a consolidar a Mazda como uma marca que desafiava os limites da tecnologia automobilística.